# 盧卡斯·佩羅夫斯基
盧卡斯·佩羅夫斯基（波蘭語：Łukasz Perłowski；1984年4月3日—）是一位波蘭排球運動員。他現在效力於波蘭球隊Asseco Resovia Rzeszów。他也是波蘭國家男子排球隊的一員。